# 奇葩说
《奇葩说》（英語：I Can I BB，第四季及之前为）是中國大陸首档说话达人选秀（辩论）节目，由爱奇艺出品、米未传媒制作，制作团队全是90后。节目由马东主持，并邀请了高晓松、蔡康永、金星、罗振宇、张泉灵、李诞、薛兆丰等人担任嘉宾。

## 节目形式

### 节目主旨
节目宗旨是要在华人圈内寻找“最会说话的人”。自称是“有趣观点的搬运工”。主持人马东说，奇葩说制作的态度是“不剪观点”，希望奇葩说允许多元观点存在。

### 寻找辩题
节目组会通过百度知道、知乎、新浪微问数据后台，在民生、人文、情感、生活、商业、创业等领域，选取网友关注最多的问题发动网友参与调查投票。网友可以检测一下自己的价值观是否属于主流，同时他们提供的数据会成为节目参考的依据。互联网上投放的问题是否能够成为节目中的辩题，取决于网友参与这道题的积极程度。网友参与最多的题目，才能进入节目选题。

## 播出时间
第一季于2014年11月播出，2015年2月完结。
第二季于2015年6月26日起，每周五、六晚20:00在爱奇艺播出，2015年9月12日收官。
第三季于2016年3月4日起，每周五、六晚20:00在爱奇艺播出，2016年5月21日收官。
第四季于2017年3月31日起，每周五、六晚20:00在爱奇艺播出，2017年6月10日收官。
第五季于2018年9月21日起，每周五、六晚20:00在爱奇艺播出，2018年12月8日收官。马来西亚于2018年10月12日起每周五六晚23:00在Astro全佳HD播出。
第六季于2019年10月31日起，每周四、六晚20:00在爱奇艺播出，于2020年1月18日收官。
第七季于2020年12月24日起每周四、周六晚20:00在爱奇艺播出，2021年2月11日起调档至中午12:00，于2021年3月6日收官。

## 节目赛制

### 第一季
《奇葩说》是由马东主持，蔡康永和高晓松担任导师，每期邀请一名女神参与讨论。节目于2014年11月29日起每周六、周日晚21:21分在爱奇艺播出。
初赛阶段：淘汰赛
选手按自己的观点选择持方，当期主辩手坐第一排，二排为协助议员。比赛中观众可以随时变换心意按下啪啪钮，辩论的胜负将由现场观众的初始投票和最终投票对比的跑票数量决定。败方队伍将会有一名选手被两位导师及女神投票淘汰，赛段结束，最后5人进入积分赛。
复赛阶段：积分赛
此赛段选手得分由观众点赞数和团长投票共同决定。前三场比赛，如果奇葩团胜出，两位团长和女神将在五位奇葩中各选出一位为ta加10分，反之，则减10分。后三场比赛，两位团长和女神将在胜方奇葩中各选出一位为ta加10分。积分赛累计票数前四位进入决赛，争夺“奇葩之王”。
决赛阶段：争夺奇葩之王
前半决赛阶段为2vs2 PK，双方胜负由现场观众的跑票数决定。决出胜负方后，由两位导师及女神投票淘汰败方队伍一名选手及晋级一名胜方队伍选手进入后总决赛。后半决赛为1vs1 PK，双方胜负由现场观众的跑票数决定，胜方进入总决赛，败方为本季第三名。

### 第二季
《奇葩说》第二季由马东主持，蔡康永和金星担任团长，节目于2015年6月26日起每周五、周六20:00在爱奇艺播出。
第一阶段：新老奇葩对决大逃杀
共六场对决，此赛段将从18位新奇葩中选定9位参与第2阶段的新老奇葩大混战，新、老奇葩两队每场各派出3人上场对战。胜负将由现场观众的初始投票和最终投票对比的跑票数量决定。新奇葩胜出将由两位导师、嘉宾及老奇葩阵营选择一名新奇葩晋级，其余两位后补。新奇葩失败，则淘汰一名新奇葩。

第二阶段：新老奇葩大混战
16名新老奇葩任意组合大混战，胜负将由现场观众的初始投票和最终投票对比的跑票数量决定。胜利一方将由两位团长及嘉宾选择出一名最佳辩手获得BIBI King称号，失败的一方将面对残酷的惩罚。两位获得BIBI King次数最多的选手成为队长，再由队长从获得BIBI King称号的其他选手中选择3位队友，组成每队4人的队伍进入半决赛。在此阶段加入了一项新赛制：奇袭，奇袭为1VS1单挑环节，当认为对方辩手说得不合理时可发动奇袭，每场比赛每队各有一次机会发动。

第三阶段：决赛阶段
前半决赛阶段为4vs4 PK，双方胜负由现场观众的跑票数决定。决出胜负方后，观众将分别为双方队员逐一点赞。胜方获得点赞数多的前三名及负方获得点赞数第一的选手将进入总决赛。后半决赛，四名选手随机组队，进行两两对决，胜方两人直接晋级总决赛，败方则直接淘汰。

### 第三季
《奇葩说》第三季是由米未传媒制作、爱奇艺出品的中国说话达人秀节目，由马东担任主持人，蔡康永和高晓松担任导师。与以往两季不同的是，此季将迎来“导师带队”新赛制的巨大改变。导师高晓松和蔡康永将开启大紧队（高晓松）和肉松队（蔡康永）的对战模式。节目于2016年3月4日起每周五、周六晚20点在爱奇艺播出。第三季新奇葩的选拔过程将在《奇葩来了》播出，节目最终产生18名超级新奇葩，节目于2016年1月15日起在爱奇艺播出。
| 高晓松队伍（大紧队）                                                   | 蔡康永队伍（肉松队）                                                   |
| ---------------------------------------------------------------------- | ---------------------------------------------------------------------- |
| 老奇葩：马薇薇（队长）、颜如晶、姜思达、陈铭、艾力、胡渐彪             | 老奇葩：邱晨（队长）、陈咏开、肖骁、范湉湉、花希、黄执中               |
| 新奇葩：石泰铭、王韵壹、颜江翰、王嫣芸、梁荃、李林、孙颖玉、罗淼、加飞 | 新奇葩：欧阳超、史航、大王、张哲耀、张昊玥、李挺、董婧、王维贤、黄豪平 |

第一阶段：新咖试炼战
共六场对决，每场比赛将由一名老奇葩带领三名新奇葩进行对抗。赛段结束后，全队共同投票淘汰三名新奇葩，每队余下12名奇葩进入下一阶段。

第二阶段：针锋相对 不行就退
共六场比赛，每场双方各派三名奇葩出战，进行三回合1vs1较量（1vs1环节，第二个人是以第一个人的结束票数为起始票数），每回合胜负由现场观众跑票数决定。整场比赛结束，总跑票数最多的一方获胜。败方将一名奇葩被观众投票退下做永远的二排议员。六场比赛中，导师握有一张免死金牌可以在必要时救回一名队员。

第三阶段：狭路相逢 强者胜
共计10场比赛，每场双方各派三名奇葩出战，进行三回合1vs1较量（1vs1环节，第二个人是以第一个人的结束票数为起始票数），每回合胜负由现场观众跑票数决定。整场比赛结束，总跑票数最多的一方获胜。败方将有一名奇葩被待定，两场比赛后，两名待定的奇葩将有一人被观众投票退下做永远的二排议员。十场比赛中，导师握有一张免死金牌可以在必要时救回一名队员。

最后阶段：终极决战
决赛分三场比赛，前两场为3vs3，每队选出6名选手参与对决，二排议员无缘参战，如果前两场1:1打平，则各队投票选出一人进行1vs1最后一战，前两季奇葩之王不参与最终对决。获胜方为冠军战队，1vs1中胜者为第三季奇葩之王。如果前两场2:0一方获胜嘉宾成为冠军战队，队内投票选出两人进行1vs1最后一战，胜者为第三季奇葩之王。

### 第四季
《奇葩说》第四季是由米未传媒制作、爱奇艺出品的中国说话达人秀节目，由何炅担任主持人，马东、蔡康永、罗振宇和张泉灵担任导师。节目于2017年3月31日起每周五、周六晚20点在爱奇艺播出。第四季新奇葩的选拔过程将在《奇葩大会》播出，节目最终产生12名新奇葩。
第一赛段：新葩资格战
每场比赛每队派两名老奇葩陪一名新奇葩进行对战，获胜队得奖金。每场比赛新奇葩表现更优异者晋级，另一人待定。六场比赛后，导师将从待定池中复活剩余人选，最后八位晋级玩家将进入下一赛段。
- 第4场的反方由一名老奇葩陪两名新奇葩。
- 第4场所有参与辩论的新奇葩们将全部待定，没有人晋级。
- 第1期-第6期

附加赛段：遗珠争夺战
三名遗珠们组成一方，与三名奇葩进行对战，获胜队得奖金。比赛结束后，现场一百名观众将分别为三位遗珠进行投票，按红色按钮表示“你快回来”，按蓝色按钮表示“遗憾错过”。获得超过70名观众支持“你快回来”才能重返赛场并进行下一赛段。
- 第7期

第二赛段：星星争夺战
本赛段每场比赛结束后，获胜队得奖金。导师和嘉宾将从获胜方中选出一位表现更可爱的奇葩，送上一颗加一分的荣耀黄星星；从失败方中选出一位表现不够可爱的奇葩，送上一颗减一分的羞羞黑猩猩。本赛段结束后，星星积分榜获前四名的选手将直接晋级，导师在其他待定选手当中选出四位选手进入下一赛段。
- 之前获得奇葩之王的选手，将无法参加下一赛段。
- 以跑票数量决定获胜方
- 第8期-第21期

第三赛段：半决赛和总决赛
- 半决赛：(第22期)
- 晋级的8位选手将进入半决赛，一道辩题进行4V4对决，只有获胜方能进入总决赛，获胜方是以跑票数量决定。
- 总决赛：(第23期)
- 4位选手以一道辩题进行2V2对决，每队各有3次发言时间，且先发言之队伍拥有额外一分钟结辩时间，最终以支持方多数者获胜。
- 比赛结束后，获胜方将以另一道辩题进行终极1V1对决，每人拥有3次发言时间，且先发言之队伍拥有额外一分钟结辩时间。比赛结束后，以支持方多数者获胜，获胜者将获得“奇葩之王”的称号。
- 附加赛：(第24期)
- 获得奇葩之王的选手将与导师进行前所未有的4V4辩论对决，比赛结束后，获胜方得奖金。

### 第五季
《奇葩说》第五季是由米未传媒制作、爱奇艺出品的中国说话达人秀节目，由马东担任主持人，蔡康永、高晓松、李诞及薛兆丰担任导师。本季赛制是由第一季至第四季的四位奇葩之王（马薇薇、邱晨、黄执中、肖骁）担任教练，各自组建一支战队相互对战。赛前节目组于六座城市初选选出累计60位奇葩。
第一赛段：二分之一生存战（第1期-第2期）
本阶段60名新老奇葩两两PK，PK分组方式是赛前各奇葩背对背挑选辩题及持方（所有老奇葩的名牌会显示姓名，新奇葩的名牌原则上姓名被遮挡，会在辩论开始前揭晓，但节目允许选手选择直接展示自身姓名）。1V1对决前，双方通过猜拳决定发言顺序，猜拳胜者可选择自己先说或后说。对决分为三回合，第一回合每人有3分钟时间进行陈述，第二回合双方每人1分钟进行自由发言（开杠），第三回合双方每人30秒进行总结。比赛中100位观众和4位导师将进行实时投票。最终胜方安全，败方淘汰。
导师在本阶段拥有“壮士留步权”，若导师希望留下某位奇葩，可按灯行使此权利。只要任意两名导师按灯，选手将进入复活赛。
复活赛中所有进入复活赛的奇葩（共6人）经抽签分为两组，每组3人，每位待复活奇葩选择一位安全区的奇葩，组成每组6人的车轮战。车轮战前进行抽签决定出战顺序，前两顺位的奇葩分别进入正反方进行对决，双方各有30秒陈述时间，之后进入累计30秒自由辩论时间。对决过程中100位观众进行实时投票，车轮战获胜者成为擂主，败者回到队尾，之后辩题不变，由队列中下一位奇葩进入败者的持方，新加入对战的奇葩进行陈述，擂主不再陈述，直接进入自由辩论。结束后胜方成为擂主，败方回到队尾。之后重复上述过程，直至有奇葩获得2连胜，2连胜的奇葩将成功进入安全区。在有人晋级成功后将更换新题目，并由队列中前2人分别进入正反方进行对决，重复上述过程。车轮战中每组有3人晋级，累计3人晋级后，该组其余3人将被淘汰。
第二赛段：组队阶段（第3期-第8期）
- 队长争夺战（第3期）

在二分之一生存战后由30位晋级的奇葩投票选出6位队长候选人，6人分为两组进行3V3对决。对决由观众跑票数决定胜负。比赛结束后将通过观众投票选出支持度最高的4位队长候选人成为队长，其中在3V3对决中获胜的3位队长候选人将额外获得5票加分。
四位队长产生后与四位教练相互选择，每队拥有一位队长。剩余两位未成为队长的候选人将作为队员身份，与四支战队相互选择加入战队。
- 组队淘汰赛（第4期-第7期）

剩下的24位奇葩分为4组各自进行3V3对决。对决结束后由观众在败方的3人中进行投票，支持度最低的1人被淘汰。剩下的2人和胜方3人与四支战队相互选择加入战队，若一位奇葩未被任何战队选择，将进入待定区。
- “复活卡”争夺战（第8期）

各战队教练及队长下场辩论，四支战队两两进行组队，进行4V4对决。获胜方的两支战队各获得一张“复活卡”，两队可选择使用“复活卡”的抢人功能或复活功能。若使用抢人功能，该战队可从败方的两支战队队员中抢夺一人，并将复活功能交予被抢人的战队。若使用复活功能（或从其他战队获得复活功能），可从组队淘汰赛中被淘汰的选手中复活一人加入战队，或将复活功能留在后续赛段使用，复活后续赛段中本战队被淘汰的队员。
抢人和复活完成后，人数未满6人（包括队长）的战队将从待定区选人，将总人数补充至6人。
战队组建完成后，待定区未被选择的奇葩被淘汰。
第三赛段：车轮淘汰赛（第9期-第14期）
车轮淘汰赛中四支战队将两两各进行一次对决，每次对决由组内选择3人出战，进行3V3对决，两战队其他未出战队员与教练进入二排。对决胜负由观众跑票数决定。对决结束后败方战队出战3人将由观众投票选择1人淘汰，支持度最低的奇葩被淘汰。
在任何时候若有战队人数不满3人，将被全员淘汰。
第四赛段：魔王赛（第15期-第20期）
本赛段规则与上一赛段基本一致，但每队将有一位大魔王加入，每支战队再出战3人，双方进行4V4对决，两战队其他未出战队员与教练进入二排。对决胜负由观众跑票数决定。对决结束后败方战队出战3人将由观众投票选择1人淘汰，支持度最低的奇葩被淘汰。
在任何时候若有战队人数不满3人，将被全员淘汰。
- 捣蛋大魔王（第15期-第16期）

本阶段每队各有一位无辩论经验的外援大魔王加入，外援大魔王将作为一辩。
- 导师下海（第17期-第18期）

本阶段每队各有一位导师作为大魔王加入，导师大魔王将作为四辩。
- 教练突袭（第19期-第20期）

本阶段各队教练将作为大魔王出战，教练大魔王将作为四辩。
第五赛段：巅峰之战（第21期-第24期）
本赛段将进入最终对决，决出本季冠军战队（BBteam）和奇葩之王（BBking）。进入本赛段的所有选手都有可能成为BBking的候选人，或者说，本阶段不会有奇葩被淘汰。四支战队将按照第三阶段（车轮淘汰赛）和第四阶段（魔王赛）的总胜场进行排名，若胜场相同，将按照全部胜场的总跑票数进行排名。排名前2名的战队将进入决赛资格赛，排名后2名的战队将进入半决赛资格赛。在决赛前的比赛中，各队教练可任选其中一场参赛。
- 抢冠赛（第21期）

排名前2名的战队将进行3V3对决。胜方将进入决赛，败方将进入半决赛。
- 资格赛（第22期）

排名后2名的战队将进行3V3对决。胜方将进入半决赛，败方将直接退出BBteam的争夺。
- 半决赛（第23期）

决赛资格赛的败方和半决赛资格赛的胜方将进行3V3对决。胜方将进入决赛，败方将退出BBteam的争夺。
- 决赛（第24期）

决赛资格赛的胜方和半决赛的胜方进行3V3对决。胜方成为本季的冠军战队（BBteam）。BBteam决胜与此前与初始状态进行比较总跑票数决定胜负不同，观众在辩论完成后统一进行投票，投票依据并非其支持的持方而是双方表现，总得票更多的一方获胜。
- BBking争夺战（第24期）

在BBteam争夺结束后，由四支战队各从本队中推举一位BBking争夺战候选人，获得BBteam的战队推举的候选人将直接进入BBking争夺战，其余三位候选人将由三支战队的教练、其他队员和四位导师进行投票，每人可以投2票给2位不同的候选人，最终得票最高的一位候选人将进入BBking争夺战。BBking争夺战中将由BBteam战队推举的候选人优先选择持方，双方通过剪刀石头布选择先发言后结辩或后发言先结辩，之后双方进行15分钟准备。BBking 1V1的对决赛制与海选赛制相同，首先双方各进行3分钟的陈述，之后双方进入开杠时间，每人各1分钟，共2分钟自由发言，最后每人30秒的总结。与海选及BBteam决赛投票类似，对决完成后将由100位观众进行投票，得票多方获胜。与海选不同，BBking争夺战导师没有投票权，而100位观众必须全部投票（海选时观众可以不支持任何一方）。最终获胜者将成为BBking（奇葩之王）。

### 第六季
《奇葩说》第六季是由米未传媒制作、爱奇艺出品的中国说话达人秀节目，由马东担任主持人，蔡康永、罗振宇、李诞及薛兆丰担任导师。本季由四位导师（蔡康永、罗振宇、李诞、薛兆丰）各自组建战队，进行相互对战，决出团队冠军（BBteam）及个人冠军（BBking）。
本季赛制引入了物品“杠”，从节目起始，所有新奇葩（未参与此前任何一季节目的选手）各拥有1个“杠”，老奇葩（参与过此前节目的选手）各拥有2个“杠”，往届BBking（邱晨、黄执中、肖骁）各拥有3个“杠”。在后续赛程中可以获得“杠”，每个团队及个人拥有的“杠”数较多都会为自己带来一些优势。
第一赛段：二分之一生存战（第1期-第2期）
本阶段56名新老奇葩两两PK，PK分组方式是赛前各奇葩在同一场地按照抽签顺序依次挑选辩题及持方。1V1对决前，双方通过猜拳决定发言顺序，猜拳胜者可选择自己或对手获得先发后结（立论先发言，结辩后发言）。对决分为三回合（立论、开杠、结辩）。立论阶段双方各有3分钟对自己所持一方进行立论发言；开杠阶段双方进行自由辩论攻防，每人发言时间累计为1分钟；结辩阶段双方各自进行总结论述，每方各30秒。辩论过程中现场观众和4位导师可随时投票，并可根据双方发言情况随时改票，结辩结束锁票后票数较高一方胜利，获得对手的所有“杠”并晋级，失利一方淘汰。导师在本阶段各拥有两个“杠”，可将“杠”赠送给认为其表现较好的选手。同时导师还拥有“壮士留步”权，若导师希望留下某位奇葩，可按灯行使此权利。只要任意两名导师按灯，选手将进入复活赛。
复活赛中所有进入复活赛的奇葩经抽签分为两组，每位待复活奇葩选择一位安全区的奇葩，组成车轮战。车轮战前每组进行抽签决定出战顺序，前两顺位的奇葩分别进入正反方进行对决，双方各有30秒陈述时间，之后进入累计30秒自由辩论时间。对决过程中100位观众进行实时投票，车轮战获胜者成为擂主，败者回到队尾，之后辩题不变，由队列中下一位奇葩进入败者的持方，新加入对战的奇葩进行陈述，擂主不再陈述，直接进入自由辩论。结束后胜方成为擂主，败方回到队尾。之后重复上述过程，直至有奇葩获得2连胜，2连胜的奇葩将成功进入安全区。在有人晋级成功后将更换新题目，并由队列中前2人分别进入正反方进行对决，重复上述过程。车轮战中每组累计晋级组内一半人数后，该组其余所有人将被淘汰。
第二赛段：分组赛（第3期-第4期）
- 队长争夺战（第3期）

在上一赛段晋级选手确定后，“杠”数排名前2名的选手会直接成为队长候选人，此外每位导师还可提名一位队长候选人，累计6人中选出4名队长。赛前6人通过抽签确定各自持方，进行3V3辩论，每个辩位的辩论包括立论和开杠两部分，三辩结束后将进行结辩。对决前观众将先进行一次投票，起始票数较低的一方将可先开后结。对决由观众跑票数（即最终票数与起始票数的差异）决定胜负。比赛结束后由观众对每位选手的表现进行投票，选出4位队长，其中获胜方的三人会额外获得5票。未成为队长的2位奇葩将回到奇葩队伍中确定4位队长后，4位导师将按照56名奇葩投票受欢迎程度从高到低（李诞-薛兆丰-蔡康永-罗振宇）选择一位队长进行邀请，成为本队队长。
- 导师大秀（第4期）

4支队伍将两两组队，由导师和队长进行4V4辩论。选择持方的顺序同样为导师受欢迎程度（李诞-蔡康永-薛兆丰-罗振宇，与第1期公布的受欢迎结果和第3期组队顺序略有差别）。对决由观众跑票数决定胜负。获胜一方的两队各获得一张“在下不服卡”，并在随后的组队中拥有优先选择队员的权利。
组队过程由4支战队的导师和队长进行短暂讨论后轮流邀请希望进入本队的奇葩，其中获胜的两队有优先选择权，每轮过后胜方两队交换顺序，败方两队亦交换顺序（但胜方两队始终在败方两队之前），导师邀请奇葩时奇葩有权拒绝，若某队被拒绝则该队该轮轮空，最终每队将选择6名队员。由于此前导师破格复活1人产生29强，每队选出6名队员后剩余的一人将自选一队加入。
第三赛段：车轮淘汰赛（第5期-第10期）
组队赛结束后，各队根据总“杠”数排名，进行轮流选题，每队将参加3次辩论，辩论赛制为3V3，但各队二排选手可在三辩结束后发言，在二排发言后进行结辩，由观众跑票数决定胜负。在辩论过程中观众可实时投票，且在每个辩位的发言结束后，观众将进行一次统一投票，决出该辩位跑票数胜利的一方，胜方可获得一个“杠”，每期嘉宾也有一个“杠”，可赠送给双方前排队员中任意一人。辩论败方队伍上场三人将由现场观众进行投票，选出一人淘汰，胜方队伍则可获得大礼包。
本阶段，有队员面临淘汰时，导师可使用“在下不服卡”，该队员可从对手上场队员中任意选择一人再进行一场1V1对决，对决赛制与二分之一生存战基本相同，但不实时显示观众票数，且导师无权进行投票，双方各有10分钟准备时间。
第四赛段：主场赛（第11期-第14期）
本阶段每队各有一个“主场”，“主场”战队可选择一个主场优势（天外飞仙-邀请一位外援，导师结辩-本队结辩由导师完成，指定结辩-对手方结辩可由本方指定一人进行），其余赛制及加“杠”与第三赛段车轮淘汰赛类似。辩论败方队伍上场三人将由现场观众进行投票，选出一人待定。
主场赛全部结束后，待定的4人将进入“冒点赛”，4人将对同一持方进行3次30秒发言，且论点不可与此前任何一人的发言重复，发言完成后由观众对4人的表现进行表决，票数最低者淘汰。
第五赛段：积分赛（第15期-第20期）
本赛段将不再有淘汰，各队选手将为获得“杠”而战。
- 魔王赛（第15期-第16期）

魔王赛每场每队各有一位无辩论经验的“外援魔王”加入，其余赛制与第三赛段车轮淘汰赛相同（除不淘汰选手以外）。外援魔王也可获得“杠”，其获得的“杠”可由其自选转交给本队任意一名队员，并计入本队总“杠”数。
- 特别观众赛（第17期-第18期）

特别观众赛的观众与辩题相关，且为起始观点基本完全相反的两组观众各50人。其余赛制与魔王赛相同。
- 联盟赛（第19期-第20期）

联盟赛四支队伍两两结盟，两队联合准备比赛。联盟赛每场两个联盟会有一位导师下场辩论，其余赛制与魔王赛和特别观众赛相同。导师也可获得“杠”，其获得的“杠”可由其自选转交给本队任意一名队员，并计入本队总“杠”数。
第六赛段：决赛阶段（第21期-第24期）
本阶段将统计此前各队累计获得“杠”的数量，排名前2的战队进入晋级赛，排名后2的战队进入淘汰赛。决赛赛段赛制统一为3V3辩论，允许二排发言，且本赛段开始观众将不再投出起始票，且不再对各辩位辩手表现进行投票，仅在比赛结束后对两方的表现进行投票，票数领先一方获胜。
- 晋级赛（第21期）

晋级赛由“杠”数排名前2的战队进行，胜方直接进入决赛，败方进入半决赛。
- 淘汰赛（第22期）

淘汰赛由“杠”数排名后2的战队进行，胜方进入半决赛，败方将被淘汰并成为本季第四名战队。
- 半决赛（第23期）

此前晋级赛的败方和淘汰赛的胜方进行半决赛，胜方进入决赛，败方将被淘汰并成为本季第三名战队。
- 决赛（第24期上）

打入决赛的两队将进行3V3辩论，胜方将成为本季的冠军战队（BBteam），败方成为本季第二名战队。
- BBKing争夺战（第24期下）

本季的BBteam将直接提名一位BBKing候选人进入BBKing争夺战，其余三队各提名一位候选人，由四位导师进行投票，每人可投2票，票数最高的候选人也进入BBKing争夺战。BBKing争夺战赛制与二分之一生存战1V1类似，但导师不再拥有投票权，且观众仅在比赛结束后进行投票。最终获胜一方将成为本季BBKing（奇葩之王）。

### 第七季
《奇葩说》第七季是由米未传媒制作、爱奇艺出品的中国说话达人秀节目，由马东担任主持人，蔡康永、刘擎、李诞及薛兆丰担任导师。
前传：千人奇葩捞
本阶段1000名新老奇葩选择四位“门神”（食神-颜如晶，战神-黄执中，爱神-陈铭，女神-傅首尔）所在关卡进行闯关，通过者可在导师及嘉宾面前进行论述。4位导师（李诞本环节缺席，投票权由马东代替）及1位嘉宾可在论述过程中给出“喜番”，论述结束后获得4-5个“喜番”可直接晋级，获得1-3个“喜番”进入待定，未获得“喜番”则直接淘汰。全部1000人完成后导师及嘉宾从待定区选择选手晋级，补足44人晋级名额。这44人连同4位“门神”，共48人一同进入下一赛段。
第一赛段：1V1砍半赛（第1期-第4期）
本阶段48名新老奇葩两两PK，PK分组方式是赛前各奇葩在同一场地按照抽签顺序依次挑选辩题及持方。1V1对决前，双方通过猜拳决定发言顺序，猜拳胜者可选择自己或对手获得先发后结（立论先发言，结辩后发言）。对决分为三回合（立论、开杠、结辩）。立论阶段双方各有3分钟对自己所持一方进行立论发言；开杠阶段双方进行自由辩论攻防，每人发言时间累计为1分钟；结辩阶段双方各自进行总结论述，每方各30秒。辩论过程中现场观众和4位导师可随时投票（李诞本环节缺席，投票权由嘉宾杨幂代替），并可根据双方发言情况随时改票，结辩结束锁票后票数较高一方胜利并晋级，失利一方淘汰。
导师在本阶段拥有“壮士留步”权，若导师希望留下某位奇葩，可按灯行使此权利。只要任意两名导师按灯，选手将不会被直接淘汰，改为进入壮士留步席。壮士留步席只有6席，当满员后再有选手被“壮士留步”，将由导师在当时的壮士留步席中选出一位选手与该选手进行PK，胜方进入壮士留步席，败方直接淘汰。
全部比赛完成后将由“壮士留步”选手进行复活赛。复活赛采取“一派胡言反驳赛”赛制，6位选手根据抽签分为3组，每组2人，每位选手从晋级区挑选一位选手，组成4人小组。大屏幕前将随机出现生活中常出现的令人生气的话，选手可进行抢答，并用一句最精炼的话进行反驳。一组反驳结束后观众对各选手表现进行投票，每组前2名晋级，后2名淘汰。本赛段累计产生24名选手晋级下一赛段。
第二赛段：晋级赛（第5期-第10期）
- 第一阶段（第5期-第8期）

本阶段由24位晋级选手内投选出晋级选手中8位实力较强者（“强人”），8位“强人”每人在4道辩题的8个持方中选择一个，且不能重复。之后8人的名牌卡将被遮盖，由其余16人进行选题。本阶段每场比赛为3V3辩论，比赛前观众将先进行一次投票，起始票数较低的一方将可先开后结。比赛由观众跑票数（即最终票数与起始票数的差异）决定胜负。比赛结束后胜方由观众票选一位MVP晋级，败方由观众票选一位票数最低者淘汰（本赛段起的淘汰选手将成为永远的二排选手，在随后的节目中可在赛后进行二排发言），其余选手待定。本阶段共产生4人晋级，4人淘汰，16人待定。
- 第二阶段（第9期-第10期）

本阶段由上一阶段16位待定选手分为两组4V4辩论。比赛由观众跑票数决定胜负。赛后败方由观众票选一位票数最低者淘汰，其余7位选手全部晋级。胜方可由观众票选一位MVP获得奖品。本阶段共产生14人晋级，2人淘汰。连同上一阶段共18人晋级下一赛段，6人淘汰退为二排选手。
第三赛段：打包赛（第11期-第16期）
本赛段由上一赛段的6位MVP根据抽签顺序在其余选手中选择自己的队友进行组队，组队完成后每队在本赛段各参加2场比赛。第一轮（第11期-第13期）比赛，胜方将由观众票选一位MVP晋级，其余选手待定。第二轮（第14期-第16期）比赛，每场比赛后将由观众根据出场选手表现票选其中两位晋级，其中辩论胜方可额外获得10票优势，且第一轮已获得晋级资格的选手将不再参与投票。两轮正赛共产生9个晋级名额，其余选手通过加赛争取最后2个晋级名额。
加赛规则：导师在待定席中挑选选手进入加赛，原定计划为选择4人进行2V2辩论，但导师经过两轮选择出3人后，在第4人的选择中出现2人2-2平票，最终节目组决定两人均进入加赛，并由导师再选出1人，共6人进入加赛进行3V3辩论。加赛选手现场抽选持方及辩位进行3V3辩论，辩论结束后由观众票选2人晋级，其中辩论胜方可额外获得10票优势。其余选手及未进入加赛选手淘汰。本赛段累计产生11位晋级选手，连同此前网络票选排名榜首的淘汰选手复活，共12人晋级下一赛段，7人淘汰退为二排选手。
第四赛段：对外赛（第17期-第20期）
本赛段所有选手将面对四组外来嘉宾的挑战（美少女团、老友团、老板团、妈妈团），赛前选题板公布每道题目的对手团队，但不揭晓每个团队的具体成员。选手可自由选择题目，选择完成后将揭晓各团队的具体成员。每场对外赛采取3V3辩论赛制，根据观众跑票数决定胜负。若奇葩团胜，则该场出战的选手由观众投票选出2人晋级，否则只选出1人晋级，其余选手待定。4场比赛结束后由待定区通过加赛补足8人晋级。本赛段共产生8人晋级下一赛段，4人淘汰退为二排选手。
由于实际比赛中，奇葩团在四场比赛中全部获胜，晋级名额8人已满，因此未进行加赛，待定的4人全部淘汰。
第五赛段：决赛赛段（第21期-第22期）
本赛段将由此前晋级的8人通过多轮比赛争夺本季奇葩之王(BBKing)。从本赛段起，辩论不再设置起始投票阶段，每场比赛以50-50的票数开始比赛，辩论顺序由石头剪刀布决定，赢的一方可以选择先开后结（立论同一辩位优先发言，奇袭先发言，结辩后发言）或者后开先结，辩论结束后票数较多一方获胜。
- 半决赛（第21期）

本场比赛为4V4辩论，辩论结束后由观众在8位选手中选出4人晋级，其中胜方拥有额外10票优势。
- 决赛（第22期）

本场比赛为2V2辩论，此前晋级的4人在晋级后将直接得知决赛辩题，并根据天然立场选择持方，之后进行30分钟准备后开始辩论。辩论结束后由观众在4位选手中选出2人晋级，其中胜方拥有额外10票优势。
- BBKing争夺战（第22期）

此前晋级的2人在晋级后将直接得知辩题，双方根据石头剪刀布胜负，获胜者优先选择持方，之后进行20分钟准备后开始辩论。辩论赛制与1V1砍半赛类似，但导师不再投票，观众必须全部投票，且双方立论发言时间也不再进行严格限制（参考时间为4分钟）。辩论结束后得票更高的一方成为BBKing。

## 播出列表

### 第一季
| 播出時間   | 海選進程 | 入圍選手                                   |
| ---------- | -------- | ------------------------------------------ |
| 2014.11.29 | 第一期   | 馬薇薇、王梅、包江浩、肖驍                 |
| 2014.11.30 | 第二期   | 范湉湉、姜濤、魏銘、章揚                   |
| 2014.12.05 | 第三期   | 金宇軒、劉媛媛、劉煊赫、花希               |
| 2014.12.05 | 第四期   | 紀澤希、劉思达、顏如晶、姜思达、餅乾、艾力 |

| 集數 | 播出时间   | 初賽進程      | 辩题                               | 正方                                                                                                 | 反方 | 獲勝方 | 淘汰     | 奇葩女神 |
| ---- | ---------- | ------------- | ---------------------------------- | --- | --- | ------ | -------- | -------- |
| 01   | 2014/12/06 | 18进12第一期  | 漂亮女人该拼事业or男人             | 漂亮女人该拼事业 团长：蔡康永 辩手：饼干、范湉湉、纪泽希、金宇轩、颜如晶、刘煊赫、刘媛媛、章扬       | 漂亮女人该拼男人 团长：高晓松 辩手：马薇薇、姜涛、姜思达、艾力、包江浩、魏铭、刘思达、花希、肖骁               | 正方   | 魏铭     | 谢依霖   |
| 02   | 2014/12/07 | 18进12第二期  | 该不该看伴侣的手机                 | 该看伴侣的手机 团长：蔡康永 辩手：范湉湉、颜如晶、马薇薇、章扬、刘思达、花希、肖骁                   | 不该看伴侣的手机 团长：高晓松 辩手：刘媛媛、姜涛、姜思达、艾力、包江浩、魏铭、金宇轩、饼干、刘煊赫、纪泽希     | 正方   | 刘煊赫   | 谢依霖   |
| 03   | 2014/12/13 | 18进12第三期  | 这是不是一个看脸的社会             | 这是一个看脸的社会 团长：蔡康永 辩手：艾力、刘思达、金宇轩、花希、章扬、颜如晶、饼干、姜涛、纪泽希   | 这不是一个看脸的社会 团长：高晓松 辩手：肖骁、王梅、姜思达、马薇薇、刘媛媛、包江浩、魏铭、刘煊赫               | 反方   | 章扬     | 袁姗姗   |
| 04   | 2014/12/14 | 18進12第四期  | 沒有愛了要不要離婚                 | 沒有愛了要離婚 團長：高曉松 辯手：肖驍、王梅、姜思達、姜濤、餅乾、魏銘、劉媛媛、包江浩、艾力、馬薇薇 | 沒有愛了不要離婚 團長：蔡康永 辯手：金宇軒、劉思達、劉煊赫、顏如晶、紀澤希、花希                               | 反方   | 姜思達   | 袁姗姗   |
| 05   | 2014/12/20 | 18進12第五期  | 舉報作弊我錯了嗎                   | 舉報作弊我錯了 團長：高曉松 辯手：姜濤、顏如晶、餅乾、肖驍、金宇軒、劉煊赫、魏銘                     | 舉報作弊我沒錯 團長：蔡康永 辯手：包江浩、劉媛媛、花希、馬薇薇、艾力、紀澤希、劉思達                           | 反方   | 姜濤     | 陶晶瑩   |
| 06   | 2014/12/21 | 18進12第六期  | 份子錢該不該被消滅                 | 份子錢該被消滅 團長：蔡康永 辯手：餅乾、顏如晶、姜濤、劉煊赫、魏銘、金宇軒、馬薇薇、劉思達           | 份子錢不該被消滅 團長：高曉松 辯手：花希、包江浩、劉媛媛、紀澤希、艾力、肖驍                                   | 正方   | 劉媛媛   | 陶晶瑩   |
| 07   | 2014/12/27 | 12進8第一期   | 愛上好朋友的戀人要不要追           | 愛上好朋友的戀人要追 團長：蔡康永、高曉松 辯手：劉思達、肖驍、餅乾、姜濤、章揚、魏銘、姜思達、紀澤希 | 愛上好朋友的戀人不要追 團長：馬東、李湘 辯手：顏如晶、王梅、花希、艾力、包江浩、金宇軒、馬薇薇、宋啟瑜、王晗旭 | 正方   | 王梅     | 李湘     |
| 08   | 2014/12/28 | 12進8第二期   | 結婚在不在乎門當戶對               | 結婚在乎門當戶對 團長：蔡康永 辯手：顏如晶、花希、馬薇薇、紀澤希、姜思達、金宇軒、王梅、包江浩       | 結婚不在乎門當戶對 團長：高曉松 辯手：肖驍、劉思達、餅乾、魏銘、章揚、艾力、姜濤、宋啟瑜、王晗旭               | 正方   | 餅乾     | 李湘     |
| 09   | 2015/01/02 | 12進8第三期   | 催婚是愛是變態                     | 催婚是愛 團長：高曉松 辯手：金宇軒、范湉湉、艾力、肖驍、餅乾、宋啟瑜、王晗旭                         | 催婚是變態 團長：蔡康永 辯手：馬薇薇、紀澤希、包江浩、顏如晶、花希、王梅、劉思達、姜思達                       | 正方   | 包江浩   | 柳岩     |
| 10   | 2015/01/03 | 12進8第四期   | 異性閨蜜是不是謊言                 | 異性閨蜜是謊言 團長：蔡康永 辯手：金宇軒、紀澤希、艾力、包江浩、餅乾、顏如晶、王晗旭、宋啟瑜         | 異性閨蜜不是謊言 團長：高曉松 辯手：馬薇薇、范湉湉、王梅、花希、肖驍、劉思達、姜思達                           | 反方   | 紀澤希   | 柳岩     |
| 11   | 2015/01/10 | 8強爭霸第一場 | 相親要不要AA制                     | 相親要AA制 團長：蔡康永 辯手：花希、金宇軒、顏如晶、馬薇薇、包江浩、王梅、紀澤希、宋啟瑜             | 相親不要AA制 團長：高曉松 辯手：劉思達、范湉湉、肖驍、艾力、姜思達、餅乾、魏銘、王晗旭                         | 反方   | 金宇軒   | 賈玲     |
| 12   | 2015/01/11 | 8強爭霸第二場 | 要犧牲賈玲救大家嗎                 | 要犧牲賈玲 團長：蔡康永 辯手：花希、馬薇薇、艾力、金宇軒、王梅、包江浩、王晗旭、宋啟瑜               | 不要犧牲賈玲 團長：高曉松、蔡康永 辯手：劉思達、范湉湉、肖驍、顏如晶、紀澤希、餅乾、紀澤希、魏銘               | 反方   | 無人淘汰 | 賈玲     |
| 13   | 2015/01/17 | 8強爭霸第三場 | 領導傻X要不要告訴他                | 領導傻X要告訴他 團長：高曉松 辯手：馬薇薇、肖驍、花希、包江浩、宋啟瑜                                | 領導傻X不要告訴他 團長：蔡康永 辯手：范湉湉、顏如晶、劉思達、艾力、姜思達、姜濤                                | 正方   | 劉思達   | 曾寶儀   |
| 14   | 2015/01/18 | 8強爭霸第四場 | 精神出軌和肉體出軌你更不能接受哪個 | 精神出軌更不能被接受 團長：蔡康永 辯手：馬薇薇、范湉湉、顏如晶、包江浩、宋啟瑜                       | 肉體出軌更不能被接受 團長：高曉松 辯手：艾力、花希、肖驍、姜濤、姜思達                                         | 正方   | 花希     | 曾寶儀   |

| 集數 | 播出时间   | 複賽進程         | 辩题                                       | 正方                                                                     | 反方                                                                   | 獲勝方 | 累計得分                                                        | 奇葩女神 |
| ---- | ---------- | ---------------- | ------------------------------------------ | ------------------------------------------------------------------------ | ---------------------------------------------------------------------- | ------ | --------------------------------------------------------------- | -------- |
| 15   | 2015/01/24 | 刺客團踢館第一場 | 該選擇你愛的人還是愛你的人                 | 該選擇你愛的人 團長：蔡康永 辯手：黃執中，胡漸彪，陳銘                   | 該選擇愛你的人 團長：高曉松 辯手：馬薇薇，范湉湉，艾力，肖驍，顏如晶   | 反方   | 馬薇薇：102 范湉湉：89 顏如晶：88 艾力：53 肖驍：52             | 柳翰雅   |
| 16   | 2015/01/25 | 刺客團踢館第二場 | 你選擇大城床還是小城房                     | 選擇大城床 團長：蔡康永 辯手：馬薇薇，顏如晶，肖驍，艾力，范湉湉         | 選擇小城房 反方：高曉松 辯手：陳銘，胡漸彪，黃執中                     | 反方   | 馬薇薇：169 顏如晶：155 肖驍：133 艾力：126 范湉湉：117         | 柳翰雅   |
| 17   | 2015/01/31 | 刺客團踢館第三場 | 分手後還能不能做朋友                       | 分手後還能做朋友 團長：蔡康永 辯手：寇乃馨，黃國倫，白鹿晨，大佐，陳漢典 | 分手後不能做朋友 團長：高曉松 辯手：馬薇薇，顏如晶，肖驍，艾力，范湉湉 | 正方   | 馬薇薇：258 顏如晶：225 肖驍：206 范湉湉：191 艾力：176         | 陈汉典   |
| 18   | 2015/02/01 | 刺客團踢館第四場 | 人到30歲是做穩定的工作還是追求夢想         | 做穩定的工作 團長：蔡康永 辯手：顏如晶，艾力，馬薇薇，范湉湉，肖驍       | 追求夢想 團長：高曉松 辯手：寇乃馨，黃國倫，白鹿晨，大佐，陳漢典       | 正方   | 馬薇薇：329 顏如晶：313 肖驍：281 范湉湉：277 艾力：244         | 陈汉典   |
| 19   | 2015/02/07 | 刺客團踢館第五場 | 工作中遇到碧池是以牙還牙還是不跟TA一般見識 | 以牙還牙 團長：蔡康永 辯手：馬薇薇，范湉湉，沈玉琳                       | 不跟TA一般見識 團長：高曉松 辯手：肖驍，顏如晶，艾力，小甜甜，趙正平   | 正方   | 馬薇薇：419 顏如晶：398 范湉湉：378 肖驍：363 艾力：303         | 楊瀾     |
| 20   | 2015/02/08 | 刺客團踢館第六場 | 早戀該不該支持                             | 早戀該支持 團長：蔡康永 辯手：馬薇薇，艾力，小甜甜，沈玉琳               | 早戀不該支持 團長：高曉松 辯手：肖驍，顏如晶，范湉湉，趙正平           | 反方   | 馬薇薇：496 顏如晶：468 肖驍：458 范湉湉：438 艾力：399（淘汰） | 楊瀾     |
| 集數 | 播出时间   | 決賽進程         | 辩题                                       | 正方                                                                     | 反方                                                                   | 獲勝方 | 結果                                                            | 奇葩女神 |
| 21   | 2015/02/14 | 半決賽第一場     | 為了成功，潛規則放在面前用不用             | 用潛規則 團長：蔡康永 辯手：馬薇薇，顏如晶                               | 不用潛規則 團長：高曉松 辯手：肖驍，范湉湉                             | 正方   | 范湉湉淘汰 顏如晶晉級決賽 馬薇薇、肖驍再PK                      | 陶晶瑩   |
| 22   | 2015/02/15 | 半決賽第二場     | 我不生孩子有錯嗎？                         | 不生孩子有錯 團長：高曉松 辯手：馬薇薇                                   | 不生孩子沒有錯 團長：蔡康永 辯手：肖驍                                 | 正方   | 肖驍淘汰（季軍） 馬薇薇晉級決賽                                 | 陶晶瑩   |
| 22   | 2015/02/15 | 決賽             | 虛偽是好事嗎？                             | 虛偽是好事 辯手：馬薇薇                                                  | 虛偽不是好事 辯手：顏如晶                                              | 正方   | 顏如晶淘汰（亞軍） 馬薇薇（冠軍：奇葩之王）                     | 陶晶瑩   |

### 第二季
| 集数 | 播出时间   | 赛制进程       | 辩题                                                     | 正方                                                                       | 反方                                                                               | 獲勝方   | 结果                          | 嘉宾   |
| ---- | ---------- | -------------- | -------------------------------------------------------- | -------------------------------------------------------------------------- | ---------------------------------------------------------------------------------- | -------- | ----------------------------- | ------ |
| 01   | 2015/06/26 | 新老奇葩对抗赛 | 好朋友的恋人出轨， 你要不要告诉好朋友？                  | 要告诉好朋友 团长：金星 辩手：李如儒、周思成、小K                          | 不要告诉好朋友 团长：蔡康永 辩手：范湉湉、颜如晶、肖骁                             | 反方     | 小K淘汰                       | 徐熙媛 |
| 02   | 2015/06/27 | 新老奇葩对抗赛 | 婚后遇见此生挚爱，要不要离婚？                           | 要离婚 团长：金星 辩手：范湉湉、马薇薇、肖骁                               | 不要离婚 团长：蔡康永 辩手：陈铭、徐静蕾、王濛                                     | 反方     | 陈铭晋级                      | 徐熙媛 |
| 03   | 2015/07/03 | 新老奇葩对抗赛 | 伴侣找恋爱经验多的还是少的？                             | 找恋爱经验多的 团长：金星 辩手：花希、肖骁、颜如晶                         | 找恋爱经验少的 团长：蔡康永 辩手：吴真铮、大兵、胡天语                             | 反方     | 胡天语晋级                    | 黄健翔 |
| 04   | 2015/07/04 | 新老奇葩对抗赛 | 是否接受开放式婚姻？                                     | 接受开放式婚姻 团长：蔡康永 辩手：十一、陶然、柏邦妮                       | 不接受开放式婚姻 团长：金星 辩手：艾力、肖骁、马薇薇                               | 正方     | 柏邦妮晋级                    | 黄健翔 |
| 05   | 2015/07/10 | 新老奇葩对抗赛 | 如果一个月后就是世界末日，当局应该公布消息还是秘而不宣？ | 秘而不宣 团长：高晓松 辩手：范湉湉、颜如晶、马薇薇                         | 公布消息 团长：蔡康永、金星 辩手：陈咏开、周玄毅、廖远哲                           | 正方     | 廖远哲淘汰                    | 高晓松 |
| 06   | 2015/07/11 | 新老奇葩对抗赛 | 该不该向父母出柜？                                       | 该向父母出柜 团长：金星、高晓松 辩手：邱晨、轰叔、樊野                     | 不该向父母出柜 团长：蔡康永 辩手：范湉湉、马薇薇、姜思达                           | 正方     | 邱晨晋级                      | 高晓松 |
| 集数 | 播出时间   | 赛制进程       | 辩题                                                     | 正方                                                                       | 反方                                                                               | 獲勝方   | BIBI King                     | 嘉宾   |
| 07   | 2015/07/17 | 新老奇葩大混战 | 没钱要不要生孩子？                                       | 没钱也要生孩子 团长：金星 辩手：大兵、陈咏开、邱晨                         | 没钱不要生孩子 团长：蔡康永 辩手：肖骁、李如儒、陈铭                               | 正方     | 大兵                          | 柳岩   |
| 08   | 2015/07/18 | 新老奇葩大混战 | 恋爱中要不要有备胎？                                     | 恋爱中要有备胎 团长：蔡康永 辩手：姜思达、范湉湉、邱晨                     | 恋爱中不要有备胎 团长：金星 辩手：颜如晶、胡天语、樊野                             | 反方     | 颜如晶                        | 柳岩   |
| 09   | 2015/07/24 | 新老奇葩大混战 | 小朋友被欺负了，应该鼓励打回去还是告老师？               | 应该鼓励打回去 团长：金星 辩手：柏邦妮、姜思达、肖骁                       | 应该鼓励告老师 团长：蔡康永 辩手：陈咏开、颜如晶、艾力                             | 反方     | 陈咏开                        | 廖凡   |
| 10   | 2015/07/25 | 新老奇葩大混战 | 好朋友可不可约？                                         | 好朋友可以约 团长：蔡康永 辩手：柏邦妮、周玄毅、马薇薇                     | 好朋友不可以约 团长：金星 辩手：陈铭、肖骁、花希                                   | 不分勝負 | 马薇薇                        | 廖凡   |
| 11   | 2015/07/31 | 新老奇葩大混战 | 伴侣的钱是不是我的钱？                                   | 伴侣的钱是我的钱 团长：蔡康永 辩手：邱晨、大兵、周玄毅                     | 伴侣的钱不是我的钱 团长：金星 辩手：李如儒、胡天语、马薇薇                         | 正方     | 邱晨                          | 吴宗宪 |
| 12   | 2015/08/01 | 新老奇葩大混战 | 该不该向恋人坦白恋爱史？                                 | 该向恋人坦白恋爱史 团长：蔡康永 辩手：陈铭、艾力、樊野                     | 不该向恋人坦白恋爱史 团长：金星 辩手：马薇薇、花希、范湉湉                         | 反方     | 范湉湉                        | 吴宗宪 |
| 13   | 2015/08/07 | 新老奇葩大混战 | 该不该催好朋友还钱？                                     | 该催好朋友还钱 团长：金星 辩手：邱晨、大兵、肖骁                           | 不该催好朋友还钱 团长：蔡康永 辩手：颜如晶、艾力、胡天语                           | 反方     | 颜如晶                        | 侯佩岑 |
| 14   | 2015/08/08 | 新老奇葩大混战 | 长生不老是不是一件好事？                                 | 长生不老是一件好事 团长：金星 辩手：艾力、范湉湉、柏邦妮                   | 长生不老不是一件好事 团长：蔡康永 辩手：马薇薇、周玄毅、陈咏开                     | 反方     | 马薇薇                        | 侯佩岑 |
| 15   | 2015/08/21 | 新老奇葩大混战 | 整容会帮你成为人生赢家吗？                               | 整容会帮你成为人生赢家 团长：蔡康永 辩手：胡天语、樊野、姜思达             | 整容不会帮你成为人生赢家 团长：金星 辩手：颜如晶、李如儒、柏邦妮                   | 正方     | 姜思达                        | 徐熙娣 |
| 16   | 2015/08/22 | 新老奇葩大混战 | 朋友圈要不要屏蔽父母？                                   | 朋友圈要屏蔽父母 团长：金星 辩手：大兵、花希、范湉湉                       | 朋友圈不要屏蔽父母 团长：蔡康永 辩手：姜思达、李如儒、陈铭                         | 反方     | 陈铭                          | 徐熙娣 |
| 17   | 2015/08/28 | 新老奇葩大混战 | 同事能力弱，要不要力挽狂澜？                             | 要力挽狂澜 团长：蔡康永 辩手：陈铭、胡天语、颜如晶                         | 不要力挽狂澜 团长：金星 辩手：范湉湉、艾力、邱晨                                   | 反方     | 艾力                          | 林心如 |
| 18   | 2015/08/29 | 新老奇葩大混战 | 应该改变成恋人想要的样子吗？                             | 应该改变成恋人想要的样子 团长：蔡康永 辩手：樊野、柏邦妮、肖骁             | 不应该改变成恋人想要的样子 团长：金星 辩手：周玄毅、邱晨、陈咏开                   | 正方     | 柏邦妮                        | 林心如 |
| 19   | 2015/09/04 | 新老奇葩大混战 | 女生该不该主动追男生？                                   | 女生该主动追男生 团长：金星 辩手：柏邦妮、常远、艾伦、范湉湉、李如儒       | 女生不该主动追男生 团长：蔡康永 辩手：艾力、肖骁、花希、马睿                       | 反方     | 花希                          | 陈小春 |
| 20   | 2015/09/05 | 新老奇葩大混战 | 丑闻主角就活该被万人虐吗？                               | 丑闻主角活该被万人虐 团长：马东 辩手：周邦威、樊野、大兵、颜如晶           | 丑闻主角不该被万人虐 团长：金星、蔡康永 辩手：马睿、常远、邱晨、肖骁、姜思达       | 反方     | 肖骁                          | 陈小春 |
| 21   | 2015/09/11 | 新老奇葩大混战 | 做人到底该不该省钱？                                     | 做人该省钱 团长：金星、马东 辩手：寇乃馨、颜如晶、陈铭、花希               | 做人不该省钱 团长：蔡康永 辩手：马薇薇、周玄毅、曲家瑞、陈咏开                     | 反方     | 周玄毅                        | 吴莫愁 |
| 22   | 2015/09/12 | 新老奇葩大混战 | 高学历女生做全职太太是浪费吗？                           | 高学历女生做全职太太是浪费 团长：蔡康永 辩手：陈铭、陈咏开、胡天语、曲家瑞 | 高学历女生做全职太太不是浪费 团长：金星、马东 辩手：寇乃馨、范湉湉、马薇薇、姜思达 | 正方     | 陈铭                          | 吴莫愁 |
| 23   | 2015/09/18 | 半决赛第一场   | 穷游是不是一件值得骄傲的事情？                           | 穷游是一件值得骄傲的事情 辩手：陈铭、颜如晶、肖骁、花希                    | 穷游不是一件值得骄傲的事情 辩手：马薇薇、邱晨、范湉湉、姜思达                      | 正方     | 正方：花希淘汰 反方：邱晨晋级 | 董成鹏 |
| 24   | 2015/09/19 | 半决赛第二场   | 买房or不买房，哪个更幸福？                               | 买房更幸福 辩手：肖骁、邱晨                                                | 不买房更幸福 辩手：陈铭、颜如晶                                                    | 正方     | 肖骁、邱晨晋级                | 董成鹏 |
| 24   | 2015/09/19 | 总决赛         | 人类要不要发明时光机？                                   | 人类要发明时光机 辩手：肖骁                                                | 人类不要发明时光机 辩手：邱晨                                                      | 反方     | 邱晨(第二季奇葩之王)          | 董成鹏 |

### 第三季
| 集数                                                                              | 播出时间   | 赛制进程   | 辩题                             | 正方                                                                                 | 反方                                                                                 | 獲勝方 | 嘉宾   |
| --------------------------------------------------------------------------------- | ---------- | ---------- | -------------------------------- | ------------------------------------------------------------------------------------ | ------------------------------------------------------------------------------------ | ------ | ------ |
| 01                                                                                | 2016/03/04 | 新咖试炼战 | 单身是贵族还是狗？               | 单身是贵族 团长：蔡康永（肉松队） 辩手：黄豪平、李挺、张哲耀、肖骁                   | 单身是狗 团长：高晓松（大紧队） 辩手：梁荃、石泰铭、颜江瀚、颜如晶                   | 反方   | 金星   |
| 02                                                                                | 2016/03/05 | 新咖试炼战 | 跟蠢人交朋友 你四不四洒？        | 跟蠢人交朋友 你四洒 团长：蔡康永（肉松队） 辩手：大王、董婧、史航、邱晨              | 跟蠢人交朋友 你不洒 团长：高晓松（大紧队） 辩手：孙颖玉、艾力、颜江瀚、罗淼          | 正方   | 金星   |
| 03                                                                                | 2016/03/11 | 新咖试炼战 | 前任婚礼要不要去呢？             | 前任婚礼要去 团长：蔡康永（肉松队） 辩手：张昊玥、范湉湉、董婧、张哲耀               | 前任婚礼不要去 团长：高晓松（大紧队） 辩手：孙颖玉、王韵壹、李林、胡渐彪             | 反方   | 赵薇   |
| 04                                                                                | 2016/03/12 | 新咖试炼战 | 交朋友要不要门当户对？           | 交朋友要门当户对 团长：高晓松（大紧队） 辩手：李林、王嫣芸、罗淼、姜思达             | 交朋友不要门当户对 团长：蔡康永（肉松队） 辩手：欧阳超、王维贤、陈咏开、史航         | 正方   | 赵薇   |
| 05                                                                                | 2016/03/18 | 新咖试炼战 | 老婆收入高我三倍，还该在一起吗？ | 老婆收入高我三倍，还该在一起 团长：蔡康永（肉松队） 辩手：欧阳超、李挺、张昊玥、花希 | 老婆收入高我三倍，不该在一起 团长：高晓松（大紧队） 辩手：加飞、石泰铭、王韵壹、陈铭 | 正方   | 赵又廷 |
| 06                                                                                | 2016/03/19 | 新咖试炼战 | 臭不要脸是一件坏事吗？           | 臭不要脸是一件坏事 团长：高晓松（大紧队） 辩手：加飞、梁荃、王嫣芸、马薇薇           | 臭不要脸不是一件坏事 团长：蔡康永（肉松队） 辩手：王维贤、黄豪平、大王、黄执中       | 正方   | 赵又廷 |
| 肉松队淘汰选手：【张昊玥、王维贤、张哲耀】/大紧队淘汰选手：【加飞、梁荃、王韵壹】 |            |            |                                  |                                                                                      |                                                                                      |        |        |

| 集数 | 播出时间   | 赛制进程            | 辩题                              | 正方                                                                       | 反方                                                                         | 獲勝方 | 结果                                              | 嘉宾   |
| ---- | ---------- | ------------------- | --------------------------------- | -------------------------------------------------------------------------- | ---------------------------------------------------------------------------- | ------ | ------------------------------------------------- | ------ |
| 07   | 2016/03/25 | 针锋相对 不行就退   | 你和伴侣颜值分别是98 or 2，你选？ | 自己2 团长：蔡康永（肉松队） 辩手：大王、史航、陈咏开                      | 伴侣2 团长：高晓松（大紧队） 辩手：孙颖玉、姜思达、陈铭                      | 正方   | 孙颖玉退为二排议员                                | 欧弟   |
| 08   | 2016/03/26 | 针锋相对 不行就退   | 婚前要不要啪啪啪？                | 婚前要啪啪啪 团长：高晓松（大紧队） 辩手：石泰铭、罗淼、颜如晶             | 婚前不要啪啪啪 团长：蔡康永（肉松队） 辩手：欧阳超、花希、黄执中             | 反方   | 罗淼退为二排议员                                  | 欧弟   |
| 09   | 2016/04/01 | 针锋相对 不行就退   | 准婆婆有太后病，我该不该悔婚？    | 准婆婆有太后病，该悔婚 团长：蔡康永（肉松队） 辩手：范湉湉、肖骁、花希     | 准婆婆有太后病，不该悔婚 团长：高晓松（大紧队） 辩手：石泰铭、颜如晶、马薇薇 | 反方   | 花希退为二排议员                                  | 海清   |
| 10   | 2016/04/02 | 针锋相对 不行就退   | 有后东和无后米，该选谁进核电站？  | 该选有后东进核电站？ 团长：高晓松（大紧队） 辩手：陈铭、姜思达、胡渐彪     | 该选无后米进核电站 团长：蔡康永（肉松队） 辩手：欧阳超、邱晨、黄执中         | 正方   | 欧阳超退为二排议员                                | 海清   |
| 11   | 2016/04/08 | 针锋相对 不行就退   | 撒娇女人会好命么？                | 撒娇女人会好命 团长：蔡康永（肉松队） 辩手：黄豪平、李挺、肖骁             | 撒娇女人不会好命 团长：高晓松（大紧队） 辩手：艾力、颜江瀚、马薇薇           | 正方   | 艾力退为二排议员                                  | 许晴   |
| 12   | 2016/04/09 | 针锋相对 不行就退   | 闺蜜约我去撕小三，你去不去？      | 闺蜜约我去撕小三，我去 团长：蔡康永（肉松队） 辩手：董婧、范湉湉、邱晨     | 闺蜜约我去撕小三，我不去 团长：高晓松（大紧队） 辩手：王嫣芸、李林、胡渐彪   | 正方   | 王嫣芸退为二排议员 （花希、艾力复活）             | 许晴   |
| 13   | 2016/04/15 | 狭路相逢 强者胜     | “我这是为你好”是不是扯？          | “我这是为你好”是扯 团长：蔡康永（肉松队） 辩手：陈咏开、李挺、肖骁         | “我这是为你好”不是扯 团长：高晓松（大紧队） 辩手：李林、胡渐彪、姜思达       | 反方   | 李挺待定                                          | 阮经天 |
| 14   | 2016/04/16 | 狭路相逢 强者胜     | 世界需不需要超级英雄？            | 世界需要超级英雄 团长：高晓松（大紧队） 辩手：颜江瀚、陈铭、马薇薇         | 世界不需要超级英雄 团长：蔡康永（肉松队） 辩手：黄豪平、史航、黄执中         | 反方   | 颜江瀚待定 （李挺退为二排议员）                   | 阮经天 |
| 15   | 2016/04/22 | 狭路相逢 强者胜     | 该不该刷爆卡买包包？              | 该刷爆卡买包包 团长：蔡康永（肉松队） 辩手：范湉湉、花希、黄执中           | 不该刷爆卡买包包 团长：高晓松（大紧队） 辩手：艾力、颜如晶、马薇薇           | 正方   | 艾力待定                                          | 张绍刚 |
| 16   | 2016/04/23 | 狭路相逢 强者胜     | 女性专属停车位是不是歧视？        | 女性专属停车位是歧视 团长：蔡康永（肉松队） 辩手：大王、董婧、邱晨         | 女性专属停车位不是歧视 团长：高晓松（大紧队） 辩手：石泰铭、胡渐彪、颜如晶   | 正方   | 石泰铭待定 （石泰铭退为二排议员）                 | 张绍刚 |
| 17   | 2016/04/29 | 狭路相逢 强者胜     | 异地恋伴侣建议available你接受吗？ | 接受 团长：蔡康永（肉松队） 辩手：黄豪平、肖骁、邱晨                       | 不接受 团长：高晓松（大紧队） 辩手：李林、陈铭、马薇薇                       | 正方   | 陈铭待定                                          | 张雨绮 |
| 18   | 2016/04/30 | 狭路相逢 强者胜     | 时保联是不是暴政？                | 时保联是暴政 团长：高晓松（大紧队） 辩手：颜如晶、胡渐彪、姜思达           | 时保联不是暴政 团长：蔡康永（肉松队） 辩手：范湉湉、陈咏开、黄执中           | 正方   | 陈咏开待定 （陈咏开退为二排议员）                 | 张雨绮 |
| 19   | 2016/05/06 | 狭路相逢 强者胜     | 上司该不该列为发展对象？          | 上司该列为发展对象 团长：蔡康永（肉松队） 辩手：肖骁，大王，邱晨           | 上司不该列为发展对象 团长：高晓松（大紧队） 辩手：马薇薇，艾力，颜如晶       | 正方   | 艾力待定                                          | 大张伟 |
| 20   | 2016/05/07 | 狭路相逢 强者胜     | 消灭谎言的科技该支持么？          | 消灭谎言的科技该支持 团长：高晓松（大紧队） 辩手：陈铭，马薇薇，颜江瀚     | 消灭谎言的科技不该支持 团长：蔡康永（肉松队） 辩手：范湉湉，肖骁，史航       | 反方   | 颜江瀚待定 （颜江瀚退为二排议员）                 | 大张伟 |
| 21   | 2016/05/13 | 狭路相逢 强者胜     | 爱上人工智能算不算爱情？          | 爱上人工智能算爱情 团长：高晓松（大紧队） 辩手：艾力、颜如晶、姜思达       | 爱上人工智能不算爱情 团长：蔡康永（肉松队） 辩手：黄豪平、花希、黄执中       | 正方   | 黄豪平待定                                        | 罗振宇 |
| 22   | 2016/05/14 | 狭路相逢 强者胜     | 该鼓励病危者活下去吗？            | 该鼓励病危者活下去 团长：高晓松（大紧队） 辩手：李林、胡渐彪、陈铭         | 不该鼓励病危者活下去 团长：蔡康永（肉松队） 辩手：董靖、邱晨、黄执中         | 平局   | 黄豪平退为二排议员 （石泰铭、陈咏开复活）         | 罗振宇 |
| 23   | 2016/05/20 | 终极决战3vs3 第一场 | 该不该克制在朋友圈秀晒炫？        | 应该克制在朋友圈秀晒炫 团长：高晓松（大紧队） 辩手：姜思达、胡渐彪、马薇薇 | 不应该克制在朋友圈秀晒炫 团长：蔡康永（肉松队） 辩手：范湉湉、肖骁、邱晨     | 反方   |                                                   | 郭德纲 |
| 24   | 2016/05/21 | 终极决战3vs3 第二场 | 你支持婚姻有效期七年吗？          | 支持 团长：高晓松（大紧队） 辩手：李林、颜如晶、陈铭                       | 不支持 团长：蔡康永（肉松队） 辩手：董靖、花希、黄执中                       | 正方   | 大紧队代表：姜思达 肉松队代表：黄执中             | 郭德纲 |
| 24   | 2016/05/21 | 终极决战1vs1 总决赛 | 懒是不是人类之光？                | 懒是人类之光 队伍：大紧队 辩手：姜思达                                     | 懒不是人类之光 队伍：肉松队 辩手：黄执中                                     | 反方   | 黄执中（奇葩之王） 冠军战队：蔡康永队伍（肉松队） | 郭德纲 |

### 第四季
| 集数 | 播出时间                                | 节目辩题                            | 嘉宾   | 正方                                                  | 反方                                                  | 正方下凡导师 | 反方下凡导师 | 胜方和结果                          |
| ---- | --------------------------------------- | ----------------------------------- | ------ | ----------------------------------------------------- | ----------------------------------------------------- | ------------ | ------------ | ----------------------------------- |
| 1    | 2017/03/31                              | 是否愿意做单身妈妈？                | 徐静蕾 | （愿意） - 吴迪 - 范湉湉 - 董婧                       | （不愿意） - 刘楠 - 颜如晶 - 大王                     | 张泉灵       | 蔡康永       | 反方胜 刘楠晋级                     |
| 2    | 2017/04/01                              | 奋斗城市污染严重该走吗？            | 徐静蕾 | （走） - 臧鸿飞 - 颜如晶 - 黄执中                     | （不走） - 蹦蹦 - 陈铭 - 肖骁                         | 马东         | 罗振宇       | 正方胜 臧鸿飞晋级                   |
| 3    | 2017/04/07                              | 外卖小哥惹毛我投诉吗？              | 苏有朋 | （投诉） - 马剑越 - 范湉湉 - 陈铭                     | （不投诉） - 卡姆 - 胡渐彪 - 肖骁                     | 罗振宇       | 马东         | 反方胜 马剑越晋级                   |
| 4    | 2017/04/08                              | 不给别人添麻烦是美德吗？            | 苏有朋 | （是） - 叶斌有 - 颜如晶 - 艾力                       | （不是） - 黄喜 - 贺雨欢 - 马薇薇                     | 蔡康永       | 罗振宇       | 反方胜 叶斌有 黄喜 贺雨欢待定       |
| 5    | 2017/04/14                              | 分手要不要当面说？                  | 林志玲 | （要） - 赵大晴 - 范湉湉 - 马薇薇                     | （不要） - 刘凯瑞 - 陈咏开 - 邱晨                     | 蔡康永       | 罗振宇       | 反方胜 刘凯瑞晋级                   |
| 6    | 2017/04/15                              | 和老板打电动放水吗？                | 陈可辛 | （要） - 蔡聪 - 颜如晶 - 范湉湉                       | （不要） - 麦孜燕 - 胡渐彪 - 姜思达                   | 蔡康永       | 罗振宇       | 正方胜 麦孜燕晋级                   |
| 7    | 2017/04/21 附加赛段                     | 遇险伴侣手刀逃跑原谅吗？            | 赵又廷 | （原谅） - 马剑越 - 陈咏开 - 姜思达                   | （不原谅） - 傅首尔 - 郭珺 - 邴钟兴 [遗珠]            | 马东         | 蔡康永       | 反方胜 傅首尔成功晋级               |
| 8    | 2017/04/22 星星争夺战开始               | 得高等生物蛋该毁灭吗？              | 赵又廷 | （呵护） - 蹦蹦 - 颜如晶 - 黄执中                     | （销毁） - 大王 - 邱晨 - 马薇薇                       | 蔡康永       | 罗振宇       | 反方胜 邱晨（星星）蹦蹦 （猩猩）    |
| 9    | 2017/04/28                              | 父母提出住养老院支持吗？            | 宋佳   | （支持） - 麦孜燕 - 黄执中 - 陈铭                     | （反对） - 刘楠 - 肖骁 - 马薇薇                       | 张泉灵       | 马东         | 反方胜 马薇薇（星星）麦孜燕（猩猩） |
| 10   | 2017/04/29                              | 不靠谱的梦想该劝阻吗？              | 宋佳   | （该） - 欧阳超 - 陈咏开 - 肖骁                       | （不该） - 马剑越 - 艾力 - 陈铭                       | 蔡康永       | 张泉灵       | 正反胜 肖骁（星星）马剑越（猩猩）   |
| 11   | 2017/05/05                              | 婚礼真的有必要吗？                  | 黄磊   | （有必要） - 大王 - 胡渐彪 - 肖骁                     | （没必要） - 臧鸿飞 - 董婧 - 陈咏开                   | 马东         | 张泉灵       | 正方胜 肖骁（星星）陈咏开（猩猩）   |
| 12   | 2017/05/06                              | 给走投有路的人捐款愚蠢吗？          | 黄磊   | （愚蠢） - 马剑越 - 颜如晶 - 黄执中                   | （不愚蠢） - 刘凯瑞 - 董婧 - 胡渐彪                   | 蔡康永       | 张泉灵       | 正方胜 黄执中（星星）董婧（猩猩）   |
| 13   | 2017/05/12                              | 要帮爱人一键恢复记忆吗？            | 春夏   | （要恢复） - 蔡聪 - 范湉湉 - 姜思达                   | （不恢复） - 大王 - 刘楠 - 颜如晶                     | 罗振宇       | 马东         | 正方胜 姜思达（星星）大王（猩猩）   |
| 14   | 2017/05/13                              | 生活的暴击值得感激吗？              | 春夏   | （值得） - 刘凯瑞 - 董婧 - 邱晨                       | （不值得） - 赵大晴 - 臧鸿飞 - 马薇薇                 | 马东         | 张泉灵       | 反方胜 马薇薇（星星）刘凯瑞（猩猩） |
| 15   | 2017/05/19                              | 在职场要不要当邀功精？              | 雷军   | （要） - 傅首尔 - 刘凯瑞 - 邱晨                       | （不要） - 赵大晴 - 陈咏开 - 陈铭                     | 马东         | 张泉灵       | 正方胜 邱晨（星星）赵大晴（猩猩）   |
| 16   | 2017/05/20                              | 要不要给孩子一键定制完美人生？      | 雷军   | （要） - 臧鸿飞 - 蹦蹦 - 姜思达                       | （不要） - 傅首尔 - 范湉湉 - 陈铭                     | 张泉灵       | 罗振宇       | 正方胜 姜思达（星星）范湉湉（猩猩） |
| 17   | 2017/05/26                              | 剩男剩女该不该差不多得了？          | 马思纯 | （该） - 艾力 - 刘楠 - 姜思达                         | （不该） - 蔡聪 - 范湉湉 - 胡渐彪                     | 罗振宇       | 张泉灵       | 正方胜 姜思达（星星）蔡聪（猩猩）   |
| 18   | 2017/05/27                              | 没有上进心我错了吗？                | 马思纯 | （有错） - 麦孜燕 - 刘楠 - 胡渐彪                     | （没错） - 臧鸿飞 - 马剑越 - 颜如晶                   | 蔡康永       | 马东         | 反方胜 颜如晶（星星）麦孜燕（猩猩） |
| 19   | 2017/06/02                              | 十年后不在一起还追吗？              | 杨千嬅 | （要） - 臧鸿飞 - 艾力 - 颜如晶                       | （不要） - 董婧 - 邱晨 - 肖骁                         | 张泉灵       | 蔡康永       | 正方胜 颜如晶（星星）邱晨（猩猩）   |
| 20   | 2017/06/03                              | 被误会走后门要不要澄清？            | 杨千嬅 | （要） - 傅首尔 - 邱晨 - 黄执中                       | （不要） - 臧鸿飞 - 胡渐彪 - 马薇薇                   | 罗振宇       | 马东         | 正方胜 傅首尔（星星）马薇薇（猩猩） |
| 21   | 2017/06/09 （前三季奇葩之王不参与竞赛） | 亲戚不把自己当外人，要不要jue回去？ | 高晓松 | （要） - 马剑越 - 陈铭 - 姜思达                       | （不要） - 傅首尔 - 刘楠 - 黄执中                     | 蔡康永       | 高晓松       | 正反胜 陈铭（星星）                 |
| 22   | 2017/06/10                              | “愚人水”要不要喝？ （半决赛）       | 高晓松 | （要） - 胡渐彪 - 肖骁 - 陈铭 - 颜如晶                | （不要） - 傅首尔 - 董婧 - 臧鸿飞 - 姜思达            | 张泉灵       | 罗振宇       | 正方                                |
| 23   | 2017/06/16                              | 生活被工作填满要辞职吗？ （冠亚赛） | 李宇春 | （要） - 肖骁 - 陈铭                                  | （不要） - 颜如晶 - 胡渐彪                            | 没有         | 没有         | 正方                                |
| 23   | 2017/06/16                              | 认真你就输了？ （夺冠赛）           | 李宇春 | （输了） - 陈铭                                       | （没输） - 肖骁                                       | 没有         | 没有         | 反方 肖骁获得奇葩之王               |
| 24   | 2017/06/17                              | 成为讨厌的人是坏事吗？              | 李宇春 | （是坏事） - 肖骁 - 马薇薇 - 邱晨 - 黄执中 [奇葩之王] | （不是坏事） - 马东 - 蔡康永 - 张泉灵 - 罗振宇 [导师] | 没有         | 没有         | 反方                                |

### 第五季
海选及组队阶段
| 集数 | 播出时间   | 节目辩题                                                           | 嘉宾   | 正方                                       | 反方                                     | 胜方和结果                         | 赛果 |
| ---- | ---------- | ------------------------------------------------------------------ | ------ | ------------------------------------------ | ---------------------------------------- | ---------------------------------- | --- |
| 1    | 2018/09/21 | 海选环节                                                           |        |                                            |                                          |                                    | |
| 2    | 2018/09/22 | 海选环节                                                           |        |                                            |                                          |                                    | |
| 3    | 2018/09/28 | （队长争夺战） 爸爸每周陪伴孩子低于12h就被取消爸爸称号，你支持吗？ | 無     | （支持） - 傅首尔 - 颜如晶 - 沈玉琳        | （不支持） - 杨奇函 - 熊浩 - 庞颖        | 正方胜 （傅首尔 颜如晶 沈玉琳）    | 傅首尔、颜如晶、沈玉琳、杨奇函成为队长 - 马薇薇 选 傅首尔（队长） - 黄执中 选 颜如晶（队长） - 邱晨 选 沈玉琳（队长）、庞颖 - 肖骁 选 杨奇函（队长）、熊浩 |
| 4    | 2018/09/29 | （组队赛环节） 结婚前，我让伴侣在TA的房本上加我的名字，有错吗？    | Papi酱 | （有错） - 许晓旭 - 赵帅 - 臧鸿飞          | （没有错） - 李逗逗 - 高庆一 - 董婧      | 反方胜 （李逗逗 高庆一 董婧）      | - 马薇薇 选 臧鸿飞 - 黄执中 选 赵帅、李逗逗 - 邱晨 选 董婧 - 肖骁 选 高庆一 - 许晓旭 淘汰 |
| 5    | 2018/10/05 | （组队赛环节） 键盘侠是不是侠？                                    | Papi酱 | （是） - 秦教授 - 席瑞 - 花希              | （不是） - 欧阳超 - 未来星 - 陈铭        | 反方胜 （欧阳超 未来星 陈铭）      | - 马薇薇 选 陈铭 - 黄执中 选 欧阳超 - 邱晨 选 席瑞、花希 - 未来星 待定 - 秦教授 淘汰 |
| 6    | 2018/10/06 | （组队赛环节） 恋爱中有其他追求者，要不要告诉另一半？              | 无     | （要） - 游斯彬 - 野红梅 - 马剑越          | （不要） - 赵英男 - 严尚嘉 - 加菲        | 正方胜 （游斯彬 野红梅 马剑越）    | - 马薇薇 选 野红梅、赵英男 - 肖骁 选 马剑越 - 游斯彬、加菲 待定 - 严尚嘉 淘汰 |
| 7    | 2018/10/12 | （组队赛环节） 高薪不喜欢和低薪很喜欢的工作，选哪个？              | 毛不易 | （高薪不喜欢） - 刘云奇 - 3bangz - 李思恒  | （低薪很喜欢） - 陈萝莉 - 奶茶 - 詹青云  | 正方胜 （刘云奇 3bangz 李思恒）    | - 马薇薇 选 詹青云 - 肖骁 选 李思恒 - 刘云奇、3bangz、奶茶 待定 - 陈萝莉 淘汰 |
| 8    | 2018/10/12 | （复活卡争夺战） 如果有个按钮能看到伴侣有多爱你，你要不要按？      | 毛不易 | （要） - 傅首尔 - 颜如晶 - 马薇薇 - 黄执中 | （不要） - 沈玉琳 - 杨奇函 - 邱晨 - 肖骁 | 反方胜 （沈玉琳 杨奇函 邱晨 肖骁） | - 肖骁、邱晨队各获得复活卡一张 - 肖骁队使用抢人功能，从马薇薇队抢走 陈铭 - 邱晨队使用复活功能，从淘汰区复活 秦教授 - 马薇薇队将复活功能（来自肖骁队）保留至后续赛程使用 - 马薇薇从待定区选择 未来星（补齐战队人数） - 黄执中从待定区选择 奶茶、3bangz（补齐战队人数） - 待定区未被选择的选手 游斯彬、加菲、刘云奇 淘汰 |

战队组建完成，各战队成员分别为：（加粗表示该战队队长）
马薇薇战队:  傅首尔  臧鸿飞  野红梅  赵英男  詹青云  未来星
邱晨战队:    沈玉琳  庞颖    董婧    席瑞    花希    秦教授
肖骁战队:    杨奇函  熊浩    高庆一  马剑越  李思恒  陈铭
黄执中战队:  颜如晶  赵帅    李逗逗  欧阳超  奶茶    3bangz
车轮淘汰赛
| 集数 | 播出时间   | 节目辩题                                                                                    | 嘉宾   | 正方                                             | 反方                                                 | 胜方和结果                                       | 赛果                                              |
| ---- | ---------- | ------------------------------------------------------------------------------------------- | ------ | ------------------------------------------------ | ---------------------------------------------------- | ------------------------------------------------ | ------------------------------------------------- |
| 9    | 2018/10/19 | （车轮淘汰赛） 情侣吵架到底应该谁错谁道歉，还是男生先道歉？                                 | 吴谨言 | （谁错谁道歉） 肖骁战队 - 李思恒 - 杨奇函 - 陈铭 | （男生先道歉） 马薇薇战队 - 野红梅 - 臧鸿飞 - 詹青云 | 反方胜 33 票 （马薇薇战队 野红梅 臧鸿飞 詹青云） | - 肖骁战队 李思恒 淘汰                            |
| 10   | 2018/10/20 | （车轮淘汰赛） 我因为太胖，被同学嘲笑欺负，我该减肥吗？                                     | 吴谨言 | （该） 黄执中战队 - 3bangz - 赵帅 - 颜如晶       | （不该） 邱晨战队 - 沈玉琳 - 席瑞 - 庞颖             | 反方胜 9 票 （邱晨战队 沈玉琳 席瑞 庞颖）        | - 黄执中战队 3bangz 淘汰                          |
| 11   | 2018/10/26 | （车轮淘汰赛） 爸爸/妈妈要跟一个我不喜欢的人再婚，我该不该阻挠？                            | 陈学冬 | （该） 黄执中战队 - 李逗逗 - 奶茶 - 颜如晶       | （不该） 肖骁战队 - 马剑越 - 熊浩 - 陈铭             | 反方胜 5 票 （肖骁战队 马剑越 熊浩 陈铭）        | - 黄执中战队 李逗逗 淘汰                          |
| 12   | 2018/10/27 | （车轮淘汰赛） 得知前任有新欢，有个鸡飞狗跳钮可以在他们的关系中制造一点小麻烦，我要不要按？ | 陈学冬 | （要） 邱晨战队 - 秦教授 - 花希 - 董婧           | （不要） 马薇薇战队 - 赵英男 - 傅首尔 - 詹青云       | 反方胜 6 票 （马薇薇战队 赵英男 傅首尔 詹青云）  | - 邱晨战队 花希 淘汰                              |
| 13   | 2018/11/02 | （车轮淘汰赛） 伴侣在婚姻中“开小差”，我要不要容忍ta？                                       | 梁洛施 | （要） 马薇薇战队 - 未来星 - 傅首尔 - 臧鸿飞     | （不要） 黄执中战队 - 欧阳超 - 赵帅 - 颜如晶         | 反方胜 7 票 （黄执中战队 欧阳超 赵帅 颜如晶）    | - 马薇薇战队 未来星 淘汰 （马薇薇使用复活卡复活） |
| 14   | 2018/11/03 | （车轮淘汰赛） Ta 真的很努力，是不是一句好话？                                              | 梁洛施 | （是） 邱晨战队 - 秦教授 - 董婧 - 庞颖           | （不是） 肖骁战队 - 杨奇函 - 高庆一 - 陈铭           | 反方胜 2 票(a) （肖骁战队 杨奇函 高庆一 陈铭）   | - 邱晨战队 秦教授 淘汰                            |

(a)第 14 期原本结果为双方平局（起始票数和最终票数均为 41 : 59 ），在平局后又由双方分别派出董婧和陈铭进行 1v1 终极开杠（双方各 1 分钟时间），比分仍以 3v3 结束时的 41 : 59 起始，终极开杠后票数变为 39 : 61 ，故反方胜 2 票。
车轮淘汰赛结束，各战队剩余队员分别为（加粗表示该战队队长）：
马薇薇战队:  傅首尔  臧鸿飞  野红梅  赵英男  詹青云  未来星 （6人）
邱晨战队:    沈玉琳  庞颖    董婧    席瑞 （4人）
肖骁战队:    杨奇函  熊浩    高庆一  马剑越  陈铭 （5人）
黄执中战队:  颜如晶  赵帅    欧阳超  奶茶 （4人）
魔王赛
| 集数 | 播出时间   | 节目辩题                                                                                        | 嘉宾           | 正方                                                          | 反方                                                          | 胜方和结果                                          | 赛果                     |
| ---- | ---------- | ----------------------------------------------------------------------------------------------- | -------------- | ------------------------------------------------------------- | ------------------------------------------------------------- | --------------------------------------------------- | ------------------------ |
| 15   | 2018/11/09 | （魔王赛） 你在一段幸福的恋情中，大数据为你匹配了一个全世界最合适的人，要不要和ta进行一次约会？ | 庞博、池子     | （要去） 黄执中战队 - 池子 - 欧阳超 - 赵帅 - 颜如晶           | （不要去） 肖骁战队 - 庞博 - 杨奇函 - 熊浩 - 陈铭             | 反方胜 7 票 （肖骁战队 庞博 杨奇函 熊浩 陈铭）      | - 黄执中战队 欧阳超 淘汰 |
| 16   | 2018/11/10 | （魔王赛） 生活在外地，我过得不开心，要不要和父母说？                                           | 高秋梓、董岩磊 | （要） 邱晨战队 - 高秋梓 - 席瑞 - 董婧 - 庞颖                 | （不要） 马薇薇战队 - 董岩磊 - 野红梅 - 臧鸿飞 - 傅首尔       | 正方胜 12 票 （邱晨战队 高秋梓 席瑞 董婧 庞颖）     | - 马薇薇战队 臧鸿飞 淘汰 |
| 17   | 2018/11/16 | （魔王赛） 奇葩星球新技术，可以让全人类大脑一秒知识共享，你支持吗？                             | 梁文道         | （支持） 肖骁战队 - 杨奇函 - 高庆一 - 陈铭 - 蔡康永           | （不该） 马薇薇战队 - 赵英男 - 傅首尔 - 詹青云 - 薛兆丰       | 正方胜 10 票 （肖骁战队 杨奇函 高庆一 陈铭 蔡康永） | - 马薇薇战队 赵英男 淘汰 |
| 18   | 2018/11/17 | （魔王赛） 爱先说出口，真的就输了吗？                                                           | 梁文道         | （输了） 邱晨战队 - 席瑞 - 庞颖 - 董婧 - 高晓松               | （没输） 黄执中战队 - 奶茶 - 赵帅 - 颜如晶 - 马东             | 反方胜 10 票 （黄执中战队 奶茶 赵帅 颜如晶 马东）   | - 邱晨战队 席瑞 淘汰     |
| 19   | 2018/11/23 | （魔王赛） 恋人向你隐瞒自己富有或贫穷的背景，哪个更不能接受？                                   | 无             | （隐瞒富有更不能接受） 肖骁战队 - 马剑越 - 熊浩 - 陈铭 - 肖骁 | （隐瞒贫穷更不能接受） 邱晨战队 - 沈玉琳 - 庞颖 - 董婧 - 邱晨 | 反方胜 20 票 （邱晨战队 沈玉琳 庞颖 董婧 邱晨）     | - 肖骁战队 马剑越 淘汰   |
| 20   | 2018/11/24 | （魔王赛） 如果有一瓶可以消除悲伤的水，你要不要喝？                                             | 无             | （要） 黄执中战队 - 奶茶 - 赵帅 - 颜如晶 - 黄执中             | （不要） 马薇薇战队 - 未来星 - 傅首尔 - 詹青云 - 马薇薇       | 正方胜 11 票 （黄执中战队 奶茶 赵帅 颜如晶 黄执中） | - 马薇薇战队 未来星 淘汰 |

魔王赛结束，由于所有战队均剩下至少 3 人，故四支战队均可进入决赛赛段。
根据决赛赛段赛制，在车轮淘汰赛和魔王赛综合排名前 2 名的战队将直接进入抢冠赛，另两队进入资格赛。
战队排名：
第一名：肖骁战队（4胜2负，胜场分别为第11、14、15、17场）
第二名：邱晨战队（3胜3负，胜场分别为第10、16、19场，胜场跑票数累计为+41）
第三名：黄执中战队（3胜3负，胜场分别为第13、18、20场，胜场跑票数累计为+28）
第四名：马薇薇战队（2胜4负，胜场分别为第9、12场）
因此肖骁战队和邱晨战队进入抢冠赛，黄执中战队和马薇薇战队进入资格赛。
由于在微博的“打人”事件，傅首尔与董婧将退出比赛，不再参与决赛赛段。两人的席位分别由赵英男和席瑞进行替代。（在节目中的解释为“因为一些众所周知的原因，部分选手必须被退出比赛”。）
因此进入决赛赛段的各战队队员分别为（加粗表示该战队队长）：
马薇薇战队:  野红梅  赵英男  詹青云 （3人）
邱晨战队:    沈玉琳  庞颖    席瑞 （3人）
肖骁战队:    杨奇函  熊浩    高庆一  陈铭 （4人）
黄执中战队:  颜如晶  赵帅    奶茶 （3人）
决赛赛段
| 集数 | 播出时间   | 节目辩题                                                                               | 嘉宾   | 正方                                         | 反方                                           | 胜方和结果                               | 赛果 |
| ---- | ---------- | -------------------------------------------------------------------------------------- | ------ | -------------------------------------------- | ---------------------------------------------- | ---------------------------------------- | --- |
| 21   | 2018/11/30 | （抢冠赛） 伴侣用心送的礼物特别丑，要不要告诉ta？                                      | 周冬雨 | （要） 邱晨战队 - 沈玉琳 - 席瑞 - 庞颖       | （不要） 肖骁战队 - 杨奇函 - 陈铭 - 肖骁       | 反方胜 （肖骁战队 杨奇函 陈铭 肖骁）     | - 肖骁战队 直接进入决赛 - 邱晨战队 进入半决赛 |
| 22   | 2018/12/01 | （资格赛） “能者多劳”是不是在坑我？                                                    | 周冬雨 | （是） 马薇薇战队 - 野红梅 - 赵英男 - 詹青云 | （不是） 黄执中战队 - 奶茶 - 赵帅 - 颜如晶     | 反方胜 （黄执中战队 奶茶 赵帅 颜如晶）   | - 黄执中战队 进入半决赛 - 马薇薇战队 淘汰 |
| 23   | 2018/12/07 | （半决赛） 假如能看到别人的“死亡时间”，该不该告诉ta们？                                | 无     | （告诉） 邱晨战队 - 席瑞 - 庞颖 - 邱晨       | （不告诉） 黄执中战队 - 赵帅 - 颜如晶 - 黄执中 | 反方胜 （黄执中战队 赵帅 颜如晶 黄执中） | - 黄执中战队 进入决赛 - 邱晨战队 淘汰 |
| 24   | 2018/12/08 | （bbteam 决赛） 我不合群，我要改吗？                                                   | 无     | （改） 肖骁战队 - 杨奇函 - 熊浩 - 陈铭       | （不改） 黄执中战队 - 奶茶 - 赵帅 - 颜如晶     | 反方胜 （黄执中战队 奶茶 赵帅 颜如晶）   | - 黄执中战队（奶茶、赵帅、颜如晶）成为第五季冠军战队（bbteam） - 黄执中战队推选 颜如晶 直接进入bbking争夺战，颜如晶在最终辩题选择反方 - 肖骁战队推选 陈铭 ，邱晨战队推选 庞颖 ，马薇薇战队推选 詹青云 进入投票 - 经三队队员、教练及四位导师投票，最终陈铭成为另一位bbking候选人 |
| 24   | 2018/12/08 | （bbking 争夺战） 如果你的伴侣在你死后不久就找到一个可以让ta更幸福的伴侣，你会祝福吗？ | 无     | （会） 陈铭                                  | （不会） 颜如晶                                | 正方胜                                   | - 陈铭成为奇葩之王（bbking） |

### 第六季
海选阶段
注：表格中所示的晋级、留步及淘汰选手中，斜体字表示未完整播出，只展示结果的选手。复活赛结果中，斜体字标示此前被“壮士留步”的选手。
| 集数 | 播出时间   | 播出内容 | 晋级选手（括号内表示杠数）                                                                 | 留步选手         | 淘汰选手                                                            |
| ---- | ---------- | -------- | ------------------------------------------------------------------------------------------ | ---------------- | ------------------------------------------------------------------- |
| 1    | 2019/10/31 | 海选环节 | 杨奇函(3)、星悦(2)、大王(4)、李佳芮Shary(2)、程璐(2)、毛冬(2)、肖骁(5)                     | 许吉如、小黑     | 徐真真、哲逸、赵有成、小芮、陈睨                                    |
| 2    | 2019/11/02 | 海选环节 | 詹青云(3)、储殷(2)、傅首尔(4)、秦教授(3)、冯晓桐(2)、许天奇(2)、颜如晶(3)、雷哥(6)         | 王凯曦KC、黄执中 | 程思博[注 1]、陈佳凝、岳岳、殷君、朱佩奇、佟萝烧                    |
| 2    | 2019/11/02 | 复活赛   | 陈凌岳(2)、许天奇(2)、席瑞(3)、星悦(2)、许吉如(1[注 2])、黄执中(1)、梁秋阳(2)、王凯曦KC(1) |                  | 曹泽圣、刘宇光、郭彦良、小黑、刘铠瑞、李佳芮Shary、锤娜丽莎、韩幸霖 |

本环节中李诞将一个“杠”给予傅首尔，薛兆丰将一个“杠”给予肖骁，蔡康永将一个“杠”给予大王，罗振宇将两个“杠”给予黄执中（罗振宇在赛前便将两个“杠”送出，后因黄执中负于雷哥，这两个“杠”最终也归属于雷哥）。在复活赛结束后，经三位手中仍有“杠”的导师（除罗振宇外）进行讨论，小黑被破格复活并获得一个“杠”。
选手杠数排名表
| 杠数 | 选手                                                                               |
| ---- | ---------------------------------------------------------------------------------- |
| 6    | 雷哥                                                                               |
| 5    | 肖骁                                                                               |
| 4    | 邱晨、大王、傅首尔                                                                 |
| 3    | 颜如晶、杨奇函、赵英男、詹青云、李思恒、席瑞、秦教授、庞颖                         |
| 2    | 殷玮、胡老师、梁秋阳、星悦、毛冬、杰夫、陈凌岳、储殷、冯晓桐、许天奇、冉高鸣、程璐 |
| 1    | 黄执中、许吉如、王凯曦KC、小黑                                                     |

根据排名表，杠数排名前2名的雷哥和肖骁自动成为队长候选人。在导师提名环节，李诞提名傅首尔，薛兆丰提名许吉如，蔡康永提名詹青云，罗振宇提名黄执中，四人亦成为队长候选人参与队长角逐。
| 集数 | 播出时间   | 节目辩题                                                                | 嘉宾   | 正方                                         | 反方                                               | 胜方和结果                             | 赛果 |
| ---- | ---------- | ----------------------------------------------------------------------- | ------ | -------------------------------------------- | -------------------------------------------------- | -------------------------------------- | --- |
| 3    | 2019/11/07 | （队长争夺战） 年纪轻轻“精致穷”，我错了吗？                             | 杨超越 | （错了） - 傅首尔 - 詹青云 - 黄执中          | （没错） - 雷哥 - 许吉如 - 肖骁                    | 正方胜 （傅首尔 詹青云 黄执中）        | 傅首尔、詹青云、黄执中、许吉如成为队长 - 李诞 与 傅首尔 组队 - 薛兆丰 与 许吉如 组队 - 蔡康永 与 詹青云 组队 - 罗振宇 与 黄执中 组队 |
| 4    | 2019/11/09 | （导师大秀） 奇葩星球美术馆着火了，一幅名画和一只猫，只能救一个你救谁？ | 杨超越 | （救画） - 詹青云 - 黄执中 - 罗振宇 - 蔡康永 | （救猫） - 傅首尔 - 许吉如 - 李诞 - 薛兆丰         | 正方胜 （詹青云 黄执中 罗振宇 蔡康永） | 罗振宇队、蔡康永队获得“在下不服卡”及优先选择队员权利                                                                                 |
| 5    | 2019/11/14 | 感兴趣的工作总是996，我该不该886？                                      | 彭磊   | （該說再見） - 胡老師 - 李思恆 - 龐穎        | （不該說再見） - 許天奇 - 陳凌岳 - 許吉如 - 薛兆丰 | 正方胜 （胡老師 李思恆 龐穎）          | - 薛兆豐隊 許吉如淘汰 - 罗振宇隊將在下不服卡贈與薛兆豐隊，薛兆豐使用該卡，許吉如選擇與胡老師進行一對一PK                             |
| 5    | 2019/11/14 | 分手後該不該把錢要回來？                                                | 彭磊   | （該把錢要回來） - 許吉如                    | （不該把錢要回來） - 胡老師                        | 反方勝 （胡老師）                      | - 薛兆豐隊 許吉如淘汰 |

组队结果
罗振宇队：黄执中（队长）、雷哥、席瑞、毛冬、王凯曦KC、大王、颜如晶[注 3]、储殷[注 4]
蔡康永队：詹青云（队长）、肖骁、秦教授、庞颖[注 5]、杰夫、李思恒、胡老师
薛兆丰队：许吉如（队长）、梁秋阳、程璐、许天奇[注 6]、杨奇函、陈凌岳、冉高鸣
李诞队：傅首尔（队长）、邱晨、殷玮、冯晓桐、赵英男、小黑、星悦

## 衍生节目
- 《奇葩来了》（《奇葩说》第3季先导片）
- 《奇葩大会》（第一季为《奇葩说》第4季先导片[10]，第二季不再以向《奇葩说》输送选手为目的[11]）
- 《奇葩ICU》（《奇葩说》第5季周边内容）
- 《奇葩说不停》（《奇葩说》第5季1V1生存战未播内容）
- 《奇葩666》（《奇葩说》第6季海选未播内容）
- 《奇葩说大乱斗》（《奇葩说》第6季衍生互动节目）
- 《黑白星球》，马薇薇主持。
- 《好好说话》，马东担任课程总监、《奇葩说》选手担任主创的口才培训节目，喜马拉雅FM独家播出。

## 外部連結
- 《奇葩说》第一季 - 愛奇藝（页面存档备份，存于）
- 《奇葩说》第二季 - 愛奇藝（页面存档备份，存于）
- 《奇葩说》第三季 - 愛奇藝（页面存档备份，存于）
- 《奇葩说》第四季 - 愛奇藝（页面存档备份，存于）
- 《奇葩说》第五季 - 愛奇藝（页面存档备份，存于）
- 《奇葩说》第六季 - 愛奇藝 （页面存档备份，存于）
- 《奇葩说》第七季 - 愛奇藝 （页面存档备份，存于）
- 豆瓣电影上《奇葩说 第一季》的資料 （简体中文）
- 豆瓣电影上《奇葩说 第二季》的資料 （简体中文）
- 豆瓣电影上《奇葩说 第三季》的資料 （简体中文）
- 豆瓣电影上《奇葩说 第四季》的資料 （简体中文）
- 豆瓣电影上《奇葩说 第五季》的資料 （简体中文）
- 豆瓣电影上《奇葩大会 第一季 (2017)》的資料 （简体中文）
- 豆瓣电影上《奇葩大会 第二季 (2018)》的資料 （简体中文）

| 马来西亚 Astro全佳HD 每週五至六 23:00－01:00                              | 马来西亚 Astro全佳HD 每週五至六 23:00－01:00                      | 马来西亚 Astro全佳HD 每週五至六 23:00－01:00 |
| ------------------------------------------------------------------------- | ----------------------------------------------------------------- | -------------------------------------------- |
|                                                                           | 奇葩说（第五季） （2018年10月12日－2018年12月29日）               |                                              |
| 中餐厅（第二季） （星期五 22:00－00:00） （2018年7月20日－2018年10月5日） | 歌手2019 （星期五 22:00－00:00） （2019年1月11日－2019年4月12日） |                                              |